# علياد جوزيه ريبيرو
علياد جوزيه ريبيرو (بالبرتغالية: Capitão‏) (19 سبتمبر 1966 في البرازيل – )؛ هو لاعب كرة قدم سابق كان يلعب كلاعب وسط.

## وصلات خارجية
- علياد جوزيه ريبيرو على موقع رابطة كرة القدم اليابانية للمحترفين (اليابانية)
- علياد جوزيه ريبيرو على موقع قاعدة بيانات كرة القدم.إي يو (الإنجليزية)
- علياد جوزيه ريبيرو على موقع عالم كرة القدم.نت (الإنجليزية)